# Bundesstraße 502
Pour les articles homonymes, voir Route 502.
La Bundesstraße 502 est une Bundesstraße du Land de Schleswig-Holstein.

## Géographie
Elle traverse l'arrondissement de Plön de Kiel à Schönberg (Holstein).
La Bundesstraße 502 est réalisée dans le cadre des Jeux olympiques d'été de 1972 afin de mieux relier les villes à l'est du fœrde de Kiel. Un pont à six voies sur la Schwentine est mis en œuvre dans le cadre d'un projet de construction majeur. Par la suite, la route va jusqu'à la jonction des B 202 et B 430 à Lütjenburg en tant que contournement des villages de l'arrière-pays de la côte de la mer Baltique. À la fin des années 1990, le tronçon de la plage de Schönberg à Lütjenburg est déclassé en L 165.
Dans la zone urbaine de Kiel, la B 502 porte le nom de rue Ostring jusqu'au pont de la Schwentine, où elle se transforme en Schönkirchener Straße jusqu'aux limites de la ville.
Les plans initiaux envisageaient de faire passer la route modernisée par Kiel-Dietrichsdorf près de Mönkeberg, Heikendorf et Brodersdorf. En raison de préoccupations environnementales, le nouvel ouvrage est longtemps retardé et on convient à la fin des années 1990 d'agrandir et de diversifier par Schönkirchen. La raison en est des biotopes tels que le lac de Mönkeberg, situé dans le tracé initialement prévu.
La nouvelle ligne fusionne avec l'ancienne B 502 près de Lutterbek. Le terminus nord de la route fédérale se trouve près de Schönberg.
Dans le cours sud de la B 502 dans la ville de Kiel, un contournement controversé des quartiers de Gaarden et Ellerbek à travers les zones de loisirs locales de Tröndelsee et Langsee est prévu depuis des décennies, y compris une extension en tant que variante du Gaardener Querspange à la B 404/A 21. Là, elle devrait fusionner avec l'ancien B 4. De plus, une connexion entre l'A 215 et l'A 21 via une nouvelle route de desserte vers le Zubringer Molfsee est prévue, car la B 76 atteint sa limite de capacité. Cela créerait un itinéraire sans croisement de la Schwentine à l'A 215. Jusqu'à présent, le B 502 commence avec le B 76, qui s'appelle ici Theodor-Heuss-Ring.

## Source
- (de) Cet article est partiellement ou en totalité issu de l’article de Wikipédia en allemand intitulé « Bundesstraße 502 » (voir la liste des auteurs).